# 城巴3B線
城巴3B線是香港島的一條已停駛的日間巴士路線，來往中環（林士街）及蒲飛路，途經上環、半山區等地區。

## 歷史
本路線歷史悠久，早於1933年6月11日正式由中巴營辦，前身為上海大酒店的4路線，並正名為3號線。初時路線來往中環皇家碼頭至大學堂，並途經半山區。翌年路線由中環皇家碼頭遷往中環油麻地碼頭總站。
1936年4月21日，中環總站遷往油蔴地碼頭。翌年6月14日，本路線取消循環運作。
二次大戰期間，日軍提供與戰前此線路線相若的3號線服務，每30分鐘一班。1942年10月，來往油蔴地碼頭及大學堂之間的服務改為2號線，由香港自動車運送會社營辦，每10-30分鐘一班。翌年8月12日，因巴士日久失修，為節約燃油，2號線改由郵政總局（今環球大廈）開出，每30-40分鐘一班。
1946年4月16日，路線重由中巴服務，路線改為來往中環皇家碼頭至大學堂。同年5月13日，路線由中環皇家碼頭遷往統一碼頭總站。
1960年1月1日，路線由統一碼頭遷往急庇利街總站。在1963年10月1日，路線由大學堂延長至蒲飛路總站。
1974年4月16日，本路線改經柏道及羅便臣道。
1976年3月1日，路標由蒲飛路延長至瑪麗醫院，以配合4號線及7號線兩線取消分段收費。同年7月18日，往急庇利街方向駛至皇后大道中後，不再右轉畢打街而改行域多利皇后街。
1982年9月1日，總站由瑪麗醫院遷回蒲飛路。同年10月4日，為平息瑪麗醫院一帶居民對此路線搬遷總站的不滿，逢星期一至五早上繁忙時間試行增設四班從瑪麗醫院開往中環之班次（06:40、07:30、08:00、08:30）。
1985年12月20日，路線由急庇利街總站遷往港澳碼頭總站。翌年5月23日，路線由港澳碼頭總站遷往中環（林士街）總站。
由於中巴營運後期經營不善引致乘客流失，此路線載客量亦不斷下跌，連年虧損，最後中巴於1997年6月2日放棄經營3號線，同日起城巴接辦3號線，改稱3B線，全線改派空調巴士行走。
2015年4月，因應港鐵港島綫西延引致客量下跌，運輸署計劃取消本線。同年5月17日，配合港鐵西港島綫通車而作出的巴士路線重組計劃，本線取消服務。

## 服務時間及班次
| 中環（林士街）開    | 中環（林士街）開 | 中環（林士街）開 | 蒲飛路開         | 蒲飛路開            | 蒲飛路開            |
| 日期                | 服務時間         | 班次（分鐘）     | 日期             | 服務時間            | 班次（分鐘）        |
| ------------------- | ---------------- | ---------------- | ---------------- | ------------------- | ------------------- |
| 星期一至五          | 06:30-19:50      | 20               | 星期一至五       | 06:55-08:35         | 20                  |
| 星期一至五          | 19:50-20:36      | 15-16            | 星期一至五       | 08:51               | 08:51               |
| 星期一至五          | 20:36-23:36      | 20               | 星期一至五       | 09:11-16:51         | 20                  |
| 星期一至五          | 23:54            | 23:54            | 星期一至五       | 17:10               | 17:10               |
|                     |                  |                  | 星期一至五       | 17:30-22:30         | 20                  |
| 22:46、23:05、23:25 |                  |                  | 星期一至五       |                     |                     |
| 星期六              | 06:30            | 06:30            | 星期六           | 06:55、07:15        | 06:55、07:15        |
| 星期六              | 06:46-21:46      | 20               | 星期六           | 07:36-15:21         | 20-22               |
| 星期六              | 21:46-23:54      | 17-20            | 星期六           | 15:36               | 15:36               |
|                     |                  |                  | 星期六           | 15:56-21:36         | 20                  |
| 21:55               |                  |                  | 星期六           |                     |                     |
| 22:13-23:25         | 18               |                  | 星期六           |                     |                     |
| 星期日及公眾假期    | 06:30-07:30      | 20               | 星期日及公眾假期 | 07:00、07:15        | 07:00、07:15        |
| 星期日及公眾假期    | 07:45、08:03     | 07:45、08:03     | 星期日及公眾假期 | 07:36-22:16         | 20                  |
| 星期日及公眾假期    | 08:26-23:06      | 20               | 星期日及公眾假期 | 22:34、22:53、23:15 | 22:34、22:53、23:15 |
| 星期日及公眾假期    | 23:23、23:42     |                  |                  |                     |                     |

## 收費
全程：$4.3
| - 本線設有12歲以下小童及65歲或以上長者半價優惠。 - 65歲或以上香港居民使用「樂悠咭」，以及12歲以下合資格殘疾兒童使用「殘疾人士身份」個人八達通繳付車資，均可享有每程$2.0或半價（以較低者為準）的票價優惠；12至64歲合資格殘疾人士使用「殘疾人士身份」個人八達通（包括「樂悠咭」），以及60至64歲香港居民使用「樂悠咭」繳付車資，均可享有每程$2.0或全費（以較低者為準）的票價優惠。 - 65歲或以上長者如使用長者或一般個人八達通繳付車資，則只可享有半價優惠；12至64歲合資格殘疾人士如不使用「殘疾人士身份」個人八達通，以及60至64歲人士如不使用「樂悠咭」繳付車資，必須繳付全費。 - 乘客可以現金或八達通於上車時付款，不設找續。 - 每位成人乘客可免費攜帶最多兩名4歲以下而不佔座位的兒童乘客乘車，超額之4歲以下小童必須繳付小童車費乘車。 - 九龍巴士、城巴及龍運巴士全職員工及家屬（不包括外判職員）可免費乘搭本路線，惟必須拍職員或職員家屬八達通。 - 乘客亦可使用AlipayHK「易乘碼」、支付寶、WeChatHK／微信支付「搭車碼」、銀聯雲閃付「乘車碼」及BOC Pay「乘車碼」、具有感應式支付功能的VISA、Mastercard及銀聯卡，以及Apple Pay、Google Pay及Samsung Pay流動支付平台繳付車資。使用此支付方式的乘客可享有中途下車之分段收費，以及與其他城巴獨營路線或聯營線城巴班次之轉乘優惠，惟不適用於與非城巴路線之轉乘優惠。乘客亦不能享有「公共交通費用補貼計劃」及「長者及合資格殘疾人士公共交通票價優惠計劃」。 |

### 八達通轉乘優惠
乘客登上本線後指定時間內以同一張八達通卡轉乘以下路線，或從以下路線登車後指定時間內以同一張八達通卡轉乘本線，次程可獲車資折扣優惠：
- 3B往中環 → A11或A12往機場，回贈首程車資，轉乘時限為90分鐘
- A11往北角碼頭 → 3B往蒲飛路，次程車資全免，轉乘時限為120分鐘

## 使用車輛

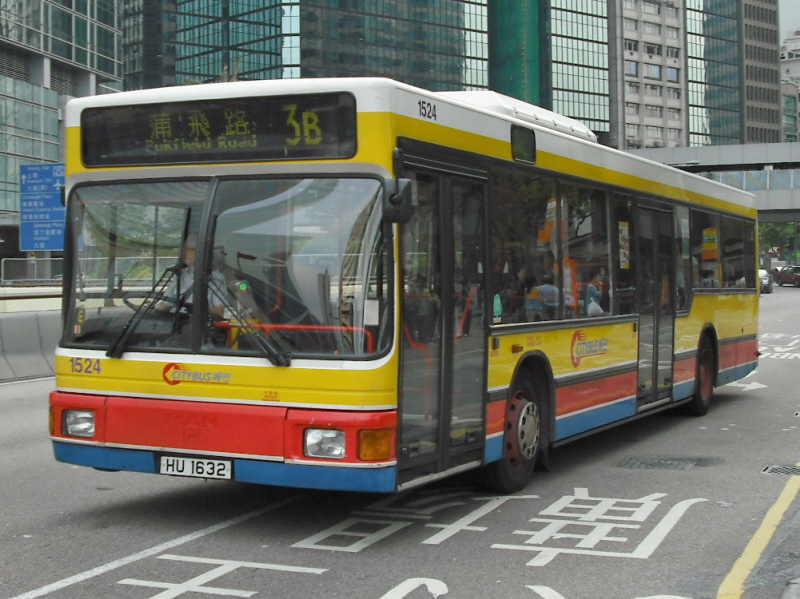
一輛猛獅NL262行走本線

停駛前本線用車4輛，主要使用富豪奧林比安11米雙層巴士（9XX/90XX）、亞歷山大丹尼士Enviro 400（70XX）、丹尼士三叉戟10.6米（2700）及青年JNP6105GR（18XX）行走。

## 行車路線
中環（林士街）開經：民吉街、干諾道中、夏慤道、紅棉路、堅尼地道、上亞厘畢道、堅道、般咸道及薄扶林道。
蒲飛路開經：薄扶林道、般咸道、柏道、羅便臣道、花園道、皇后大道中、德輔道中、永和街、干諾道中及民吉街。

### 沿線車站

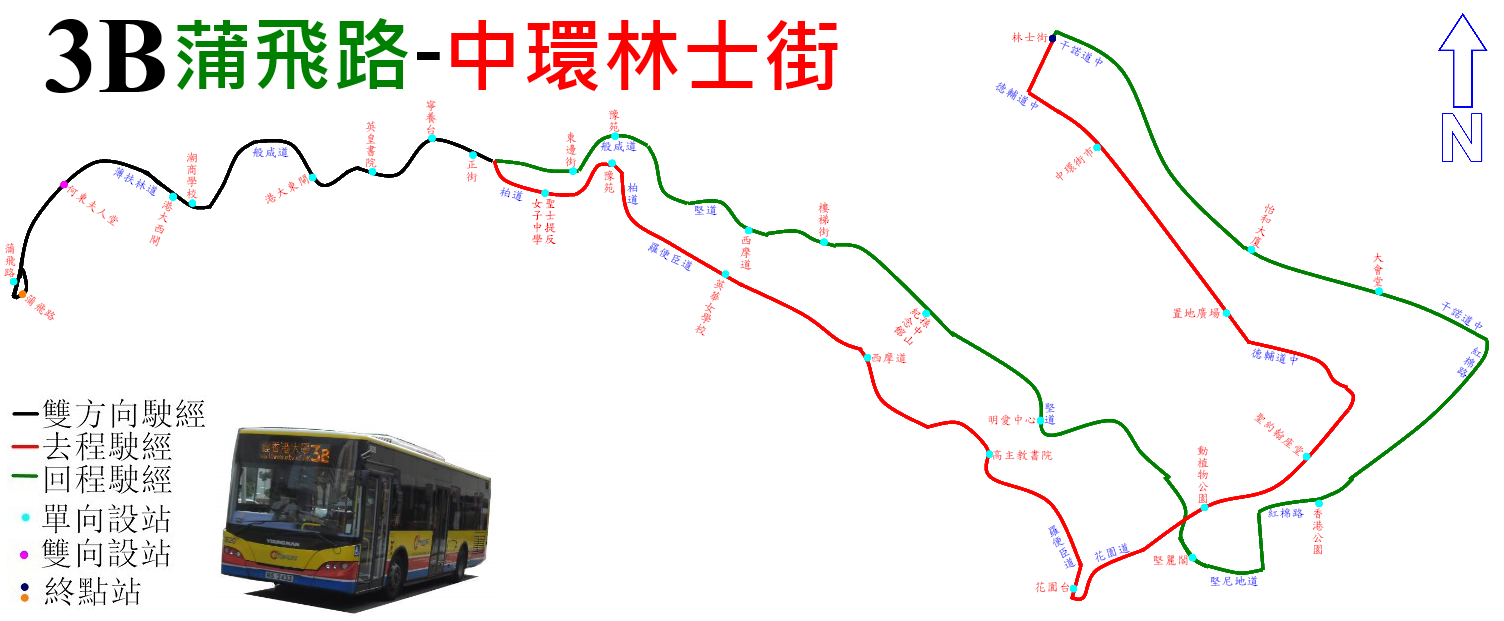
本線的走線圖

| 中環（林士街）開 | 中環（林士街）開 | 中環（林士街）開       | 蒲飛路開 | 蒲飛路開         | 蒲飛路開       |
| 序號             | 車站名稱         | 位置                   | 序號     | 車站名稱         | 位置           |
| ---------------- | ---------------- | ---------------------- | -------- | ---------------- | -------------- |
| 1                | 中環（林士街）   | 中環（林士街）巴士總站 | 1        | 蒲飛路           | 蒲飛路巴士總站 |
| 2                | 怡和大廈         | 干諾道中               | 2        | 蒲飛路           | 薄扶林道       |
| 3                | 大會堂           | 干諾道中               | 3        | 何東夫人堂       | 薄扶林道       |
| 4                | 香港公園         | 紅棉路                 | 4        | 香港潮商學校     | 薄扶林道       |
| 5                | 堅麗閣           | 堅尼地道               | 5        | 英皇書院         | 般咸道         |
| 6                | 明愛中心         | 堅道                   | 6        | 寧養台           | 般咸道         |
| 7                | 孫中山紀念館     | 堅道                   | 7        | 聖士提反女子中學 | 柏道           |
| 8                | 樓梯街           | 堅道                   | 8        | 豫苑             | 柏道           |
| 9                | 西摩道           | 堅道                   | 9        | 英華女學校       | 羅便臣道       |
| 10               | 豫苑             | 般咸道                 | 10       | 蔚巒閣           | 羅便臣道       |
| 11               | 東邊街           | 般咸道                 | 11       | 西摩道           | 羅便臣道       |
| 12               | 正街             | 般咸道                 | 12       | 高主教書院       | 羅便臣道       |
| 13               | 香港大學東閘     | 般咸道                 | 13       | 花園台           | 羅便臣道       |
| 14               | 香港大學西閘     | 薄扶林道               | 14       | 香港動植物公園   | 花園道         |
| 15               | 何東夫人堂       | 薄扶林道               | 15       | 聖約翰座堂       | 花園道         |
| 16               | 蒲飛路           | 蒲飛路巴士總站         | 16       | 置地廣場         | 德輔道中       |
|                  |                  |                        | 17       | 中環街市         | 德輔道中       |
| 18               | 中環（林士街）   | 中環（林士街）巴士總站 |          |                  |                |

## 外部連結
- 城巴3B 新巴/城巴官方網站 （页面存档备份，存于）